# Pagurolepas atlantica
Pagurolepas atlantica är en kräftdjursart som beskrevs av Keeley och Newman 1974. Pagurolepas atlantica ingår i släktet Pagurolepas och familjen Poecilasmatidae. Inga underarter finns listade i Catalogue of Life.